# Violator (Depeche Mode)
Violator è il settimo album in studio del gruppo musicale britannico Depeche Mode, pubblicato il 19 marzo 1990 dalla Mute Records in Regno Unito e dalla Sire Records negli Stati Uniti d'America.
È degno di nota per essere il disco che eleva definitivamente il gruppo al grado di star mondiale, grazie soprattutto ai singoli Personal Jesus (pubblicato sei mesi prima dell'album) e Enjoy the Silence, brano noto per essere diventato il più grande successo commerciale della band. Considerato uno dei migliori dischi di tutti i tempi, Violator appare in diverse classifiche stilate da diversi giornali musicali di tutto il mondo ed è inoltre il più venduto della band con oltre 15 milioni di copie in tutto il mondo (di cui 3,9 milioni solo negli Stati Uniti d'America).
Nel marzo 2006 è stato ripubblicato in formato SACD+DVD, contenente alcune bonus track e un documentario.

## Descrizione
Due brani di questo album contengono delle analogie con il brano One of These Days, pubblicato dai Pink Floyd nel 1971: infatti in Interlude #2 - Crucified, il quale si colloca tra Enjoy the Silence e Policy of Truth, la voce distorta con cui Andy Fletcher esclama la parola "Crucified!" ("Crocifisso!") è identica a quella con cui Nick Mason esprime la frase "One of these days I'm going to cut you into little pieces!" ("Uno di questi giorni ti farò a pezzettini!"). Inoltre, in Clean il sound della linea di basso campionata e programmata da Alan Wilder è molto simile a quello del basso suonato da Roger Waters in One of These Days.
I Pet Shop Boys hanno rivelato che, durante la registrazione di Behaviour, hanno ascoltato molte volte l'album Violator e che tale album, in particolar modo la canzone Enjoy the Silence, ha fatto da principale ispirazione per il risultato finale. Neil Tennant dichiarò: «Abbiamo ascoltato Violator dei Depeche Mode, che è un album molto bello e ne siamo profondamente invidiosi». Anche Chris Lowe concordò, dicendo: «Loro hanno alzato il livello della qualità».

## Promozione
Per promuovere l'album, il gruppo intraprese il World Violation Tour, partito il 28 maggio 1990 dal Civic Center di Pensacola, e conclusosi il 27 novembre dello stesso anno al National Exhibition Centre di Birmingham.

## Tracce
Testi e musiche di Martin L. Gore.
1. World in My Eyes – 4:27
2. Sweetest Perfection – 4:44
3. Personal Jesus – 4:56
4. Halo – 4:30
5. Waiting for the Night – 6:07
6. Enjoy the Silence – 6:12 – contiene la traccia fantasma Interlude#2 - Crucified
7. Policy of Truth – 4:55
8. Blue Dress – 5:40 – contiene la traccia fantasma Interlude#3
9. Clean – 5:31

DVD bonus nella riedizione del 2006
- Tracce aggiuntive

1. Dangerous – 4:22
2. Memphisto – 4:03
3. Sibeling – 3:18
4. Kaleid – 4:18
5. Happiest Girl (Jack Mix) – 4:58
6. Sea of Sin (Tonal Mix) – 4:46

- Materiale aggiuntivo

1. Depeche Mode 89-90 (If you wanna use guitars, use guitars) [32'28" video]

## Formazione
Hanno partecipato alle registrazioni, secondo le note di copertina:
Gruppo
- Alan Wilder – strumentazione, voce
- David Gahan – voce principale, strumentazione
- Andrew Fletcher – strumentazione, voce, voce principale (Interlude#2 - Crucified)
- Martin Gore – strumentazione, voce, voce principale (Sweetest Perfection e Blue Dress)

Produzione
- Depeche Mode – produzione
- Flood – produzione, missaggio (traccia 6)
- François Kevorkian – missaggio (eccetto traccia 6)
- Daniel Miller – missaggio (traccia 6)
- Pino Pischetola – ingegneria del suono
- Peter Iversen – ingegneria del suono
- Steve Lyon – ingegneria del suono
- Goh Hotoda – ingegneria del suono
- Alan Gregorie – ingegneria del suono
- Dennis Mitchell – ingegneria del suono
- Phil Legg – ingegneria del suono
- Daryl Bamonte – assistenza tecnica
- Dick Meaney – assistenza tecnica
- David Browne – assistenza tecnica
- Mark Flannery – assistenza tecnica
- Ricky – assistenza tecnica
- Anton Corbijn – copertina
- Area – copertina

## Classifiche

### Classifiche settimanali
| Classifica (1990) | Posizione massima |
| ----------------- | ----------------- |
| Australia         | 42                |
| Austria           | 4                 |
| Canada            | 5                 |
| Finlandia         | 7                 |
| Francia           | 1                 |
| Germania          | 2                 |
| Italia            | 6                 |
| Norvegia          | 12                |
| Nuova Zelanda     | 28                |
| Paesi Bassi       | 17                |
| Regno Unito       | 2                 |
| Spagna            | 1                 |
| Stati Uniti       | 7                 |
| Svezia            | 6                 |
| Svizzera          | 2                 |

### Classifiche di fine anno
| Classifica (1990) | Posizione |
| ----------------- | --------- |
| Austria           | 18        |
| Canada            | 16        |
| Francia           | 5         |
| Germania          | 10        |
| Italia            | 29        |
| Regno Unito       | 50        |
| Spagna            | 10        |
| Stati Uniti       | 17        |

## Riconoscimenti
- Rolling Stone - "500 Greatest Albums of All Time" (342º posto)
- Rolling Stone - "100 Greatest Albums of the 90's" (57º posto)
- Q - "100 Greatest Albums Ever" (79º posto)
- Q - "The Ultimate Music Collection"
- Q - "Best British Albums" (15º posto)
- Q - "50 Years of Great British Music"
- Q - "The 250 Best Albums Of Q Magazines Lifetime" (43º posto)
- Spin - "100 Greatest Albums 1985-2005" (103º posto)
- Robert Dimery - "1001 Albums You Must Hear Before You Die"
- Slant Magazine - "Best Albums of the 1990's" (37º posto)
- HMV Group - "HMV's Best British Albums" (2º posto)